# Max Schneckenburger
Max Schneckenburger (Talheim, 17 de febrer de 1819 - Burgdorf, 3 de maig de 1849) fou un poeta alemany, autor de la composició Die Wacht am Rhein —La vigilància al Rin— que va escriure el 1840. El compositor Karl Wilhelm va afegir música a la peça el 1854, popularitzant-se com a himne patriòtic alemany el 1870. Les composicions de Schneckenburger es van publicar dins un tom recopilatori titulat Deutschen Liedern.